# Syvach
Le Syvach ou mer Putride (en ukrainien : Сиваш, Гниле Море, Syvach, Hnyle More ; en russe : Сиваш, Гнилое Море, Sivach, Gniloïe More ; en tatar de Crimée : Sıvaş, Çürük Deñiz, quelquefois Zabache en français), est un ensemble de marais et de lagunes peu profonds situés au nord-est de la Crimée.

## Géographie

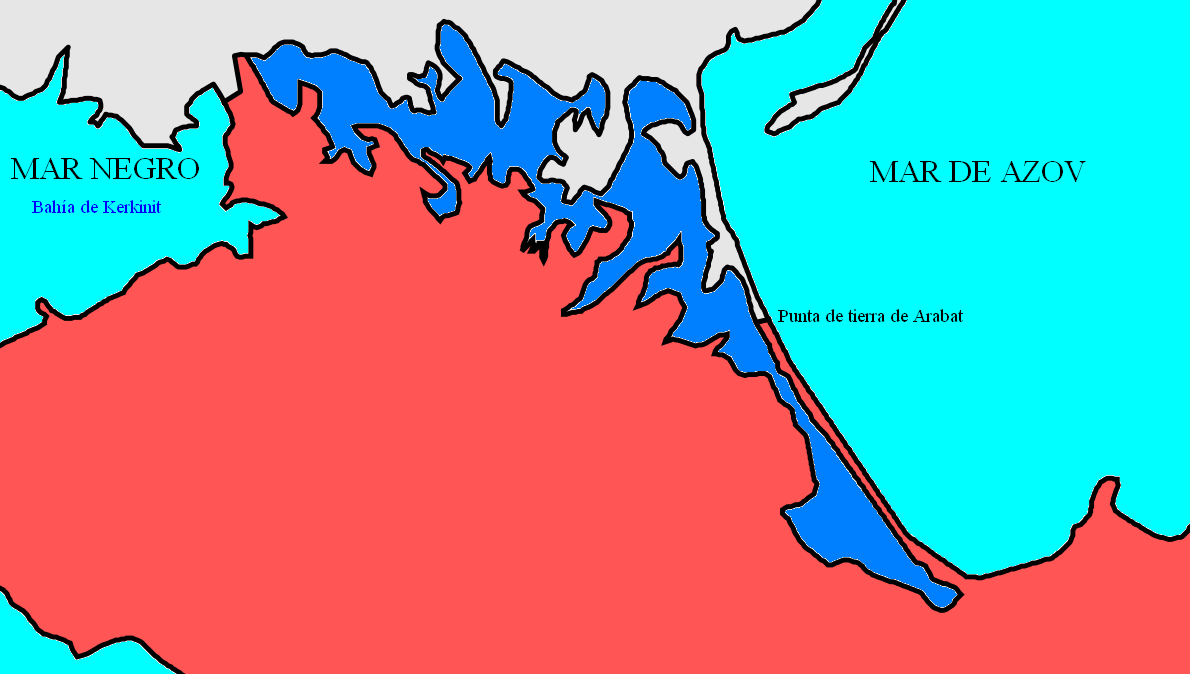
En rouge, la Crimée, en bleu foncé, la mer Putride.

À l'est, le Syvach est séparé de la mer d'Azov par la flèche d'Arabat, et est relié à celle-ci par le détroit de Tchonhar proche de Henitchesk. À l'ouest, l'isthme de Perekop sépare le Syvach de la mer Noire. Le Syvach sépare ainsi la Crimée du continent et notamment de l'oblast de Kherson.
Le Syvach mesure 200 km de long sur 35 km de large pour une superficie de 2 560 km2. Il a une très faible profondeur — sa profondeur maximale est de 3 mètres, avec une moyenne variant entre 50 centimètres et un mètre — ce qui entraîne un échauffement important de ses eaux en été, provoquant ainsi une odeur particulière qui lui a valu son nom de « mer Putride ». Cet échauffement s'accompagne d'une forte évaporation qui rend ses eaux extrêmement salées. Le fond est recouvert d'une couche de vase épaisse de cinq mètres.

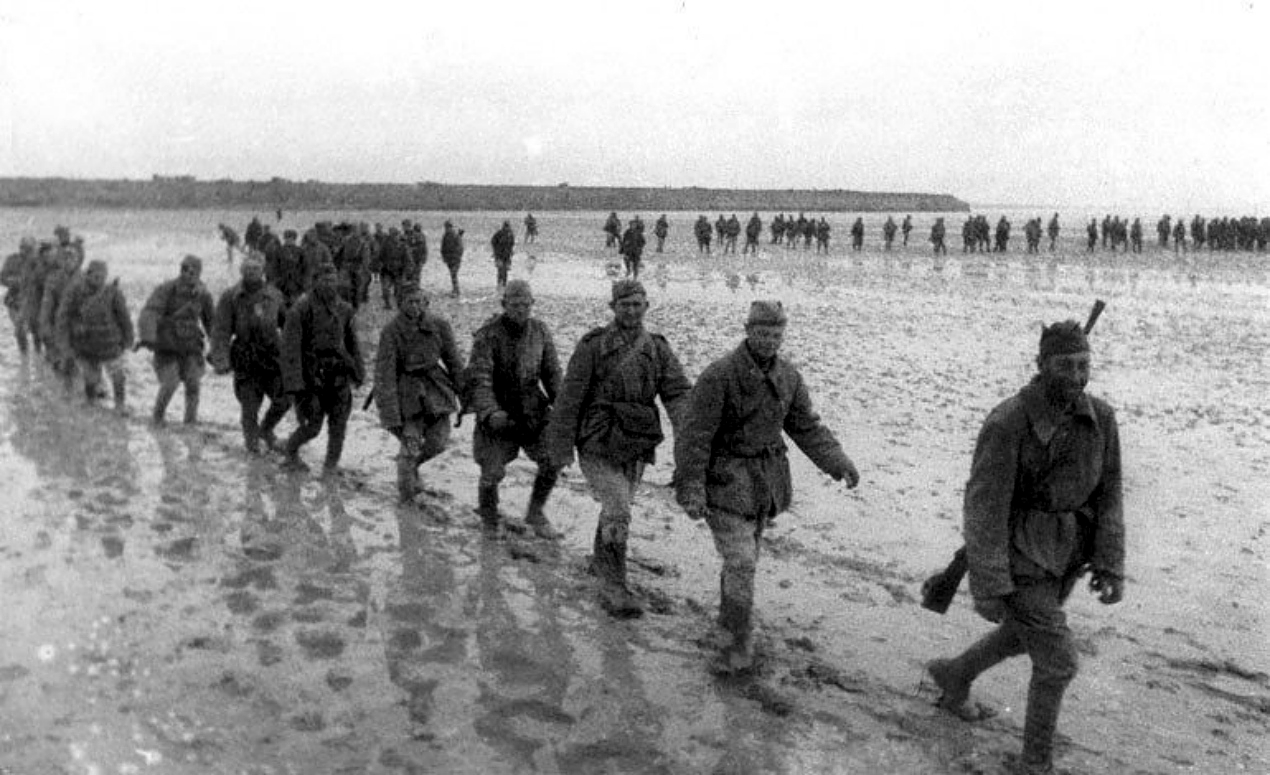
Soldats soviétiques traversant le Syvach en novembre 1943.

## Histoire
Durant la guerre civile russe, le Syvach, glacé, fut traversé par surprise par les troupes makhnovistes (lors de leur 3e alliance avec l'Armée rouge).

## Flore

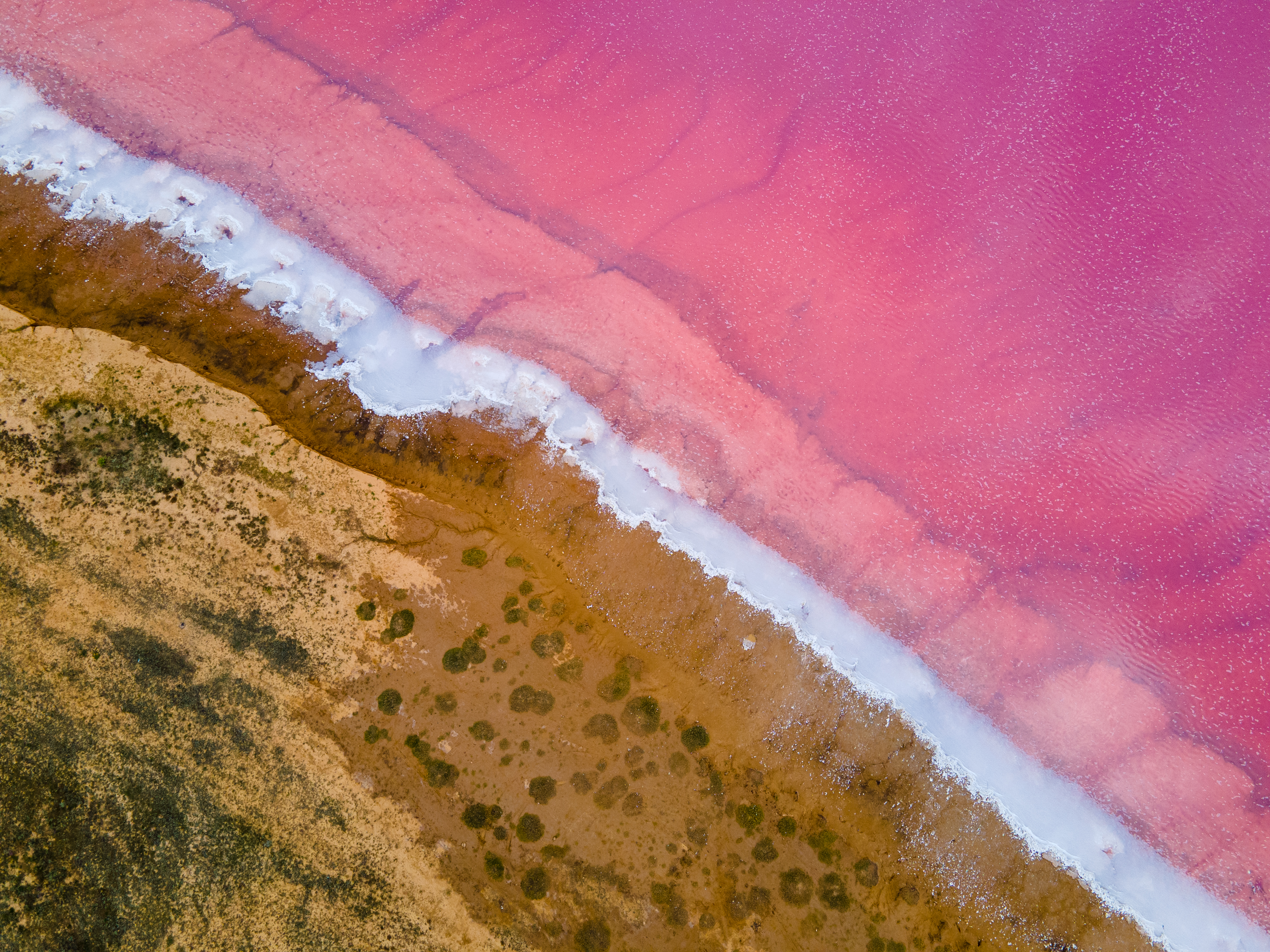
Le rivage de Syvach en 2020.

Le Syvach apparaît parfois de couleur rouge, en raison de la présence de la micro-algue Dunaliella salina qui possède des propriétés de résistance au sel.
La partie est du Syvach est moins salée, ce qui permet la présence de roseaux et autres végétaux de zones humides.
Les grandes îles au centre sont couvertes d'une steppe, comprenant des Stipa, des tulipes, des armoises, des sauges, des agropyrons et des fétuques.
Les rivages du Syvach contiennent un grand nombre de plantes halophytes, comme des salicornes, des asters maritimes, des plantains, des limonium ou des atriplex.

## Extraction du sel
Les réserves totales du Syvach comprennent environ 200 millions de tonnes de sel.
Plusieurs usines chimiques se sont construites pour produire de la soude ou des engrais phosphatés. Elle possède sa gare ferroviaire.
À l'ouest du Syvach, du côté de l'isthme de Perekop, un barrage isole plusieurs lacs.

## Galerie

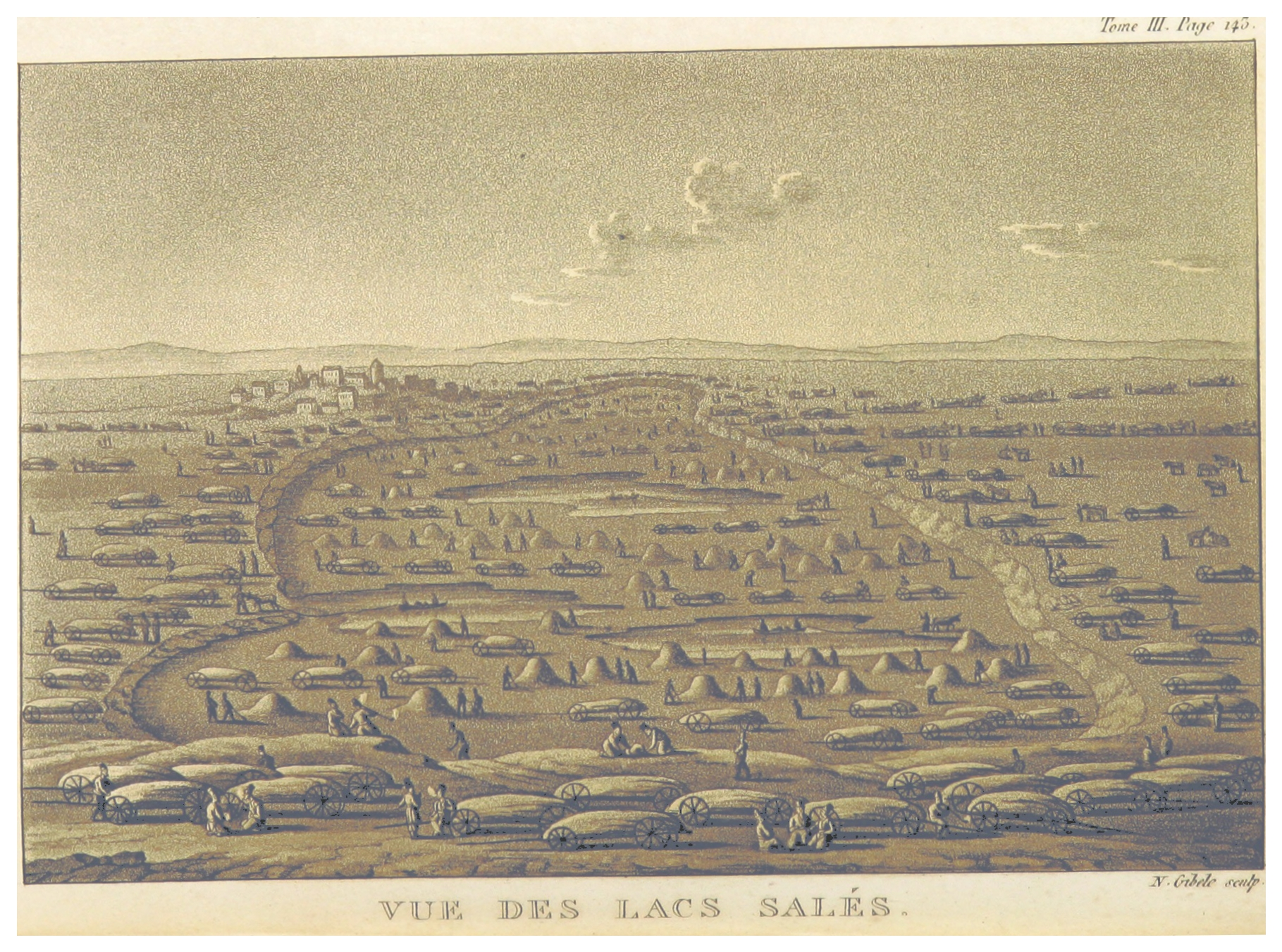
Extraction du sel représentée en 1827.
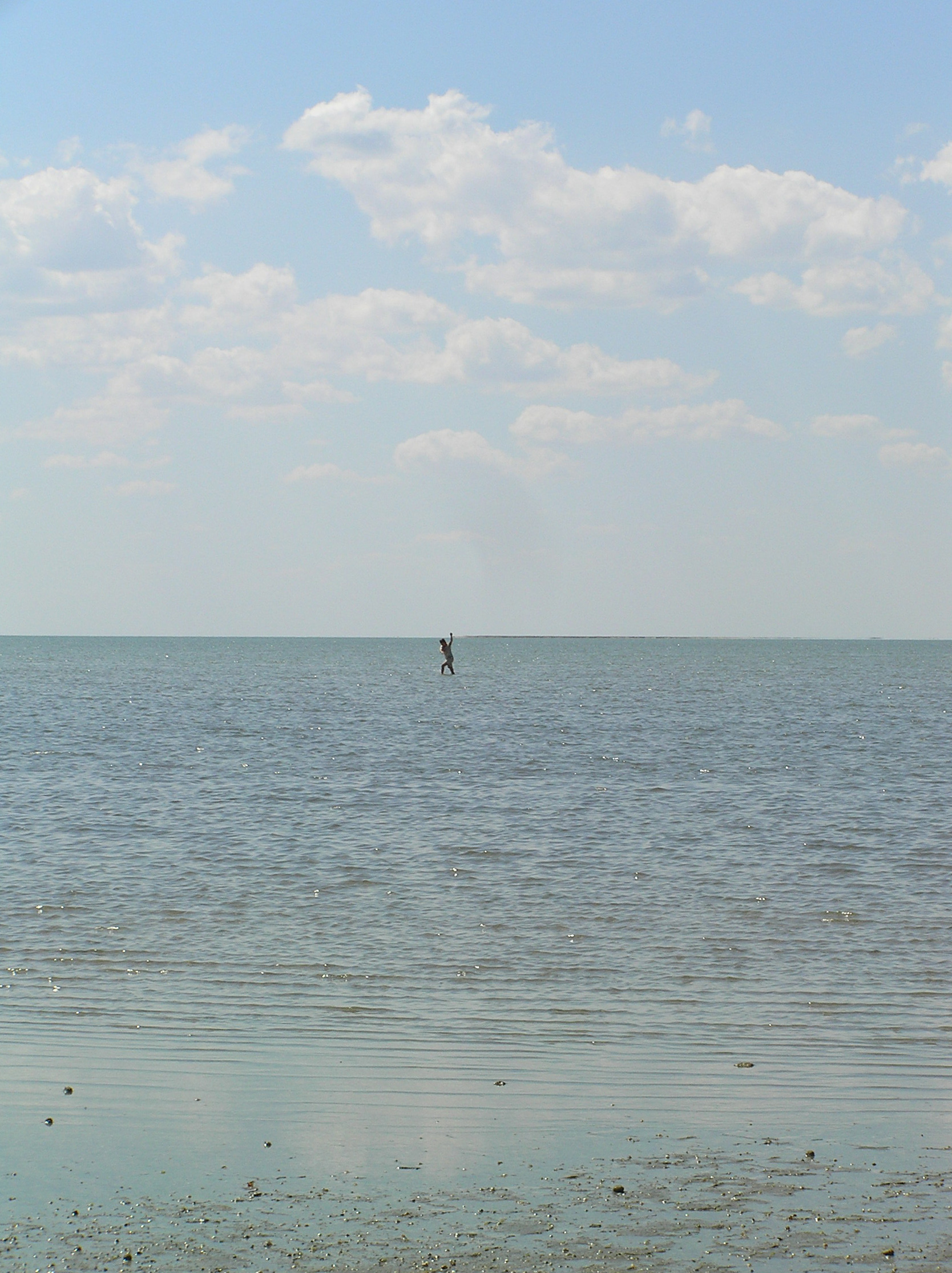
Une personne montre la faible profondeur du Syvach.
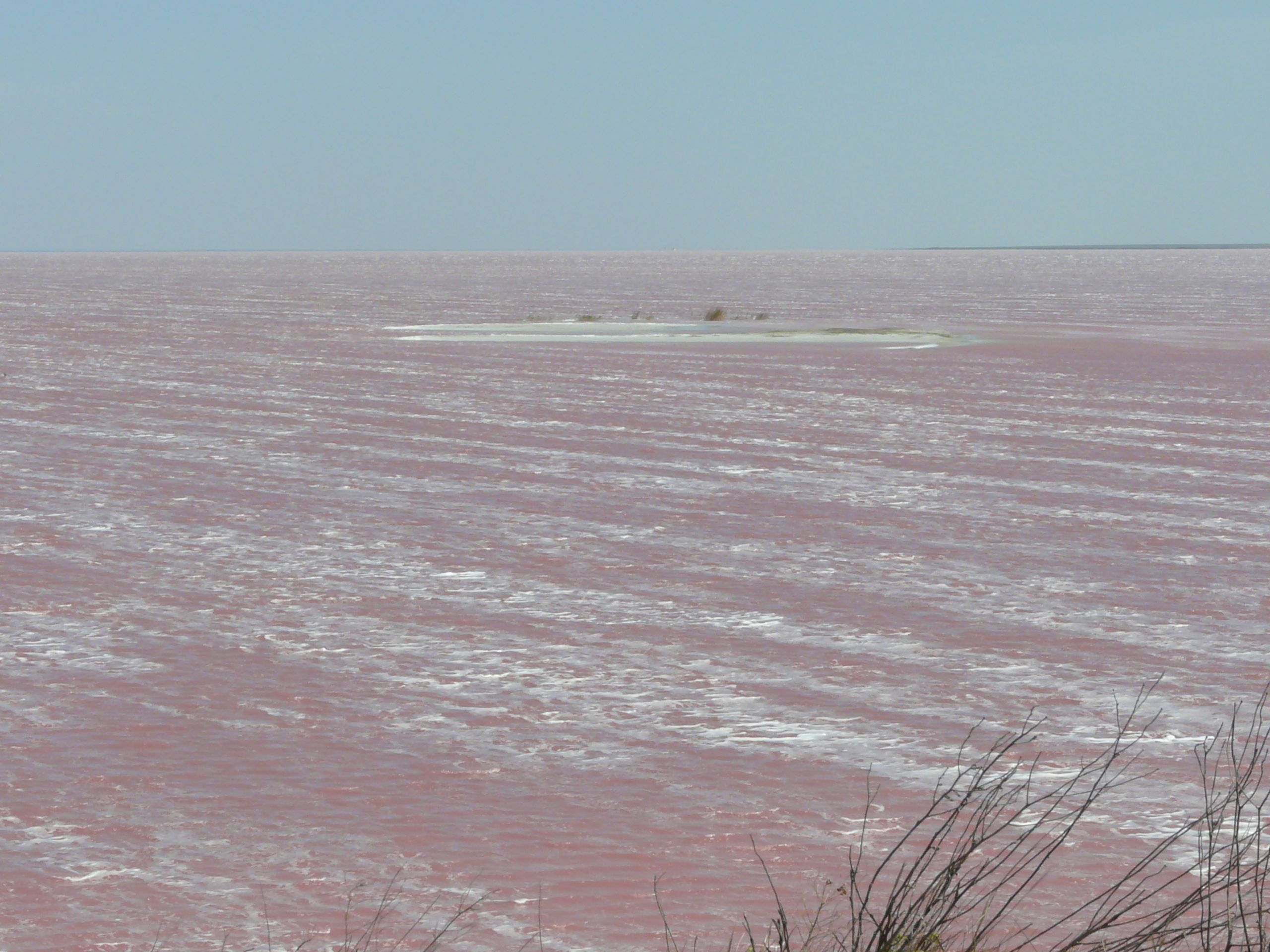
La couleur rouge du Syvach, provoquée par une micro-algue.